# Lichenin
Lichenin, auch Flechtenstärke oder Moosstärke, ist ein farb- und geschmackloses Polysaccharid, genauer ein Glucan, das als Speicher-Kohlenhydrat in verschiedenen Flechten und Moosen und in geringeren Mengen auch in Gefäßpflanzen vorkommt. In hohen Konzentrationen findet es sich zum Beispiel im Isländischen Moos (Cetraria islandica) und in den Bartflechten (Usnea). In Hafer und Gerste kann Lichenin 6 bis 8 Prozent der Trockenmasse ausmachen, in Weizen und Roggen höchstens etwa 2 Prozent.

## Chemische Eigenschaften
Chemisch ist Lichenin ein unverzweigtes Polysaccharid der Glucose, ähnlich der Cellulose, allerdings enthält es neben β-1→4-glycosidischen Verknüpfungen etwa 30 % 1→3-glycosidische Verzweigungen. Im Gegensatz zur Cellulose ist es wasserlöslich und ergibt beim Aufkochen in Wasser eine kolloidale Lösung, weshalb es in den Ernährungswissenschaften zu den Schleimstoffen gezählt wird. Weil die β-1→4–Verknüpfungen das Lichenin unverdaulich machen, ist Lichenin gleichzeitig ein Ballaststoff.